# Arc zigomàtic
L'arc zigomàtic és format per l'apòfisi zigomàtica temporal (de l'os temporal que s'estén cap endavant des del costat del crani, per sobre de l'obertura de l'orella) i l'apòfisi temporal de l'os zigomàtic (el costat de l'os del pòmul). Ambdós estan units per una sutura obliqua; el tendó del múscul temporal passa medial a l'arc per inserir-se a l'apòfisi coronoide de la mandíbula.